# Tomislav Dujmović
Tomislav Dujmović est un footballeur international croate, né le 26 février 1981 à Zagreb. Il évolue au poste de milieu défensif.

## Palmarès
- Inter Zaprešić
  - Champion de 2.HNL en 2003.